# Palindiona albata
Palindiona albata är en fjärilsart som beskrevs av Felder 1874. Palindiona albata ingår i släktet Palindiona och familjen nattflyn. Inga underarter finns listade i Catalogue of Life.